# Göteborgs IF
Göteborgs Idrottsförbund, kurz Göteborgs IF ist ein ehemaliger schwedischer Sportverein aus Göteborg. Er ist vor allem für seine Fußballmannschaft bekannt, die 1903 schwedischer Meister wurde.

## Geschichte und Hintergrund
Göteborgs IF entstand am 16. November 1900 aus der Fusion der Vereine Göteborgs Velocipedklubb, Skridskosällskapet Norden und IS Lyckans Soldater. Drei Jahre später gelang dem Verein der Gewinn des schwedischen Meistertitels, als im Finalspiel der Svenska Mästerskapet der Ortsrivale Göteborgs FF mit 5:2 bezwungen werden konnte. Der Klub übernahm vom Göteborgs Velocipedklubb den 1896 eröffneten Idrottsplatsen als Heimspielstätte.
Aufgrund finanzieller Schwierigkeiten – in deren Folge der IFK Göteborg als Mitnutzer des Stadions gewonnen wurde – organisierte sich der Verein 1911 neu, dabei entstanden aus den einzelnen Abteilungen teilweise unabhängige Vereine. Beispielsweise wurden so der Göteborgs Lawn Tennis Klubb, der Göteborgs Golfklubb sowie der Göteborgs Skidklubb ausgegründet.